# Ryan Sissons
Ryan Sissons (Bulawayo, Zimbabwe, 24 juni 1988) is een triatleet uit Nieuw-Zeeland. Hij nam namens zijn vaderland deel aan de Olympische Spelen (2012) in Londen, waar hij eindigde op de 33ste plaats in de eindrangschikking met een tijd van 1:50.27.

## Palmares

### triatlon
- 2013: 13e WK olympische afstand - 1852 p
- 2015: 33e WK olympische afstand - 1168 p
- 2016: 16e WK olympische afstand - 1244 p